# Megastylus similis
Megastylus similis är en stekelart som beskrevs av Dasch 1992. Megastylus similis ingår i släktet Megastylus och familjen brokparasitsteklar. Inga underarter finns listade i Catalogue of Life.